# Linia kolejowa Królewszczyzna – Łyntupy
Linia kolejowa Królewszczyzna – Łyntupy – linia kolejowa na Białorusi łącząca stację Królewszczyzna ze ślepą stacją Łyntupy.
Znajduje się w obwodzie witebskim. Linia na całej długości jest niezelektryfikowana i jednotorowa.

## Historia
11 listopada?/23 listopada 1895 otwarto odcinek Nowe Święciany - Łyntupy - Postawy. 19 czerwca?/1 lipca 1896 linia przedłużona została do Berezwecza. Po 1912 połączono Berezwecz z Królewszczyzną. Zmieniono również dalszy bieg linii z Łyntup, kierując ją do Podbrodzia (posiadającego połączenie z Wilnem), zamiast Nowych Święcian.
Połączenie z Podbrodziem zostało zlikwidowane ok. 2001, gdy między Łyntupami a Podbrodziem przebiegła białorusko-litewska granica państwowa. Tym samym Łyntupy zostały stacją krańcową. Linia fizycznie kończy się ok. 1 km za wyjazdem ze stacji.
Linia początkowo leżała w Imperium Rosyjskim. W latach 1920–1922 przedzielona była polsko-środkowolitewską granicą państwową. Następnie w całości znajdowała się w Polsce. Po II wojnie światowej znalazła się w Związku Sowieckim (1945–1991). Od 1991 położona jest na Białorusi.